# Jack Lew
Jacob Joseph (Jack) Lew (New York, 29 augustus 1955) is een Amerikaans politicus van de Democratische Partij. Van 1998 tot 2001 was hij de directeur van het Bureau voor Management en Budget onder president Bill Clinton. Van 2009 tot 2010 was hij onderminister van Buitenlandse Zaken voor Begrotingszaken onder president Barack Obama, daarna werd hij door president Obama teruggehaald naar zijn voormalige positie als directeur van het Bureau voor Management en Budget. Na het aftreden van William Daley werd hij door president Obama benoemd tot Stafchef van het Witte Huis. Op 10 januari 2013 werd hij door president Obama voorgedragen als de nieuwe minister van Financiën en op 28 februari als zodanig geïnstalleerd.
- Gemeinsame Normdatei: 1195779771
- International Standard Name Identifier: 0000 0000 4574 9593
- Library of Congress Control Number: no98116706
- National Archives and Records Administration: 182791725
- Nationale Bibliotheek van Israël: 987010254531405171
- SNAC: w63851mw
- Virtual International Authority File: 21768103
- WorldCat: E39PBJf4cWRDTDWK36tKFTgMyd

John Steelman · Sherman Adams · Wilton Persons · Kenneth O'Donnell · Marvin Watson · Jim Jones · Bob Haldeman · Alexander Haig · Donald Rumsfeld · Dick Cheney · Hamilton Jordan · Jack Watson · James Baker · Donald Regan · Howard Baker · Kenneth Duberstein · John Sununu I · Samuel Skinner · James Baker · Mack McLarty · Leon Panetta · Erskine Bowles · John Podesta · Andrew Card · Joshua Bolten · Rahm Emanuel · Pete Rouse · Bill Daley · Jack Lew · Denis McDonough · Reince Priebus · John Francis Kelly · Mick Mulvaney · Mark Meadows · Ron Klain · Jeff Zients